# Лола Ђукић и Новак Новак
„Лола Ђукић и Новак Новак” је југословенски ТВ документарни филм из 1966. године који је режирао Радивоје Лола Ђукић.

## Улоге
| Глумац                  | Улога |
| ----------------------- | ----- |
| Даница Аћимац           | Лично |
| Мија Алексић            | Лично |
| Богић Бошковић          | Лично |
| Марија Црнобори         | Лично |
| Љубомир Дидић           | Лично |
| Бранко Ђорђевић         | Лично |
| Радивоје Лола Ђукић     | Лично |
| Вера Ђукић              | Лично |
| Олга Ивановић           | Лично |
| Тома Курузовић          | Лично |
| Зоран Лонгиновић        | Лично |
| Ђокица Милаковић        | Лично |
| Живојин Жика Миленковић | Лично |
| Марија Милутиновић      | Лично |
| Павле Минчић            | Лично |
| Бранка Митић            | Лично |

Остале улоге ▼
| Глумац                 | Улога |
| ---------------------- | ----- |
| Жарко Митровић         | Лично |
| Новак Новак            | Лично |
| Миодраг Петровић Чкаља | Лично |
| Миодраг Поповић Деба   | Лично |
| Жељка Рајнер           | Лично |
| Александар Стојковић   | Лично |
| Предраг Тасовац        | Лично |
| Милутин Мића Татић     | Лично |
| Бранка Веселиновић     | Лично |
| Михајло Викторовић     | Лично |
| Јовиша Војиновић       | Лично |
| Стево Жигон            | Лично |